# Římskokatolická farnost Loučka u Valašského Meziříčí
Římskokatolická farnost Loučka u Valašského Meziříčí je územním společenstvím římských katolíků v rámci děkanátu Valašské Meziříčí Olomoucké arcidiecéze s farním kostelem Dobrého Pastýře.

## Historie
Loučka se poprvé výslovně připomíná roku 1307. Farnost byla původně součástí rozlehlé farnosti Kelč. V roce 1726 se Loučka od Kelče oddělila a stala se součásti nově vzniklé farnosti v Podhradní Lhotě, existovala však snaha o vytvoření vlastní duchovní správy. Roku 1778 byl postaven kostel. Začal zde působit kaplan Jan Černý, stal se také prvním samostatným duchovním správcem, protože Loučka byla roku 1784 vyfařena z farnosti Podhradní Lhota, a ustanovena samostatnou kuracií a patřily k ní Kunovice, Lázy, Podolí a Malá Lhota (Lhota u Kelče). Definitivně byla povýšena na samostatnou farnost r. 1854 a působil v ní farář i kooperátor. Roku 1883 připadla Malá Lhota do farnosti Kelč.
Farní kostel byl do současné podoby postaven v roce 1778.

## Duchovní správci
Od července 2013 je administrátorem excurrendo R. D. Mgr. Ján Rimbala.

## Bohoslužby
| Kostel                 | Místo  | Bohoslužba (den) | Hodina     | Poznámka     |
| ---------------------- | ------ | ---------------- | ---------- | ------------ |
| kostel Dobrého Pastýře | Loučka | neděle středa    | 8.00 16.00 | Farní kostel |

## Aktivity farnosti
Během roku 2015 navštěvoval duchovní správce farnosti Ján Rimbala rodiny svých farníků. Snažil se s každou rodinou potkat alespoň jednou za rok, především kvůli zpětné vazbě a pro sblížení s farníky.
Na území farnosti se pravidelně pořádá tříkrálová sbírka. V roce 2018 se při ní vybralo 20 856 korun.